# Kila distrikt, Västmanland
Kila distrikt är ett distrikt i Sala kommun och Västmanlands län. Distriktet ligger omkring Kila i nordöstra Västmanland.  

## Tidigare administrativ tillhörighet
Distriktet inrättades 2016 och utgörs av Kila socken i Sala kommun.
Området motsvarar den omfattning Kila församling hade vid årsskiftet 1999/2000. 

## Tätorter och småorter
I Kila distrikt finns en tätort och en småort.

### Tätorter
- Sätra brunn (del av)

### Småorter
- Kila